# Pałac w Płosce
 Pałac w Płosce – obiekt zbudowany po 1827 r. przez ks. Eustachego Czetwertyńskiego (1803-1884).

## Historia
Dobra nabyte w 1825 r. od Józefa  hr. Ilińskiego przez Marcina Czetwertyńskiego drogą sukcesji w 1827 r. przeszły na Eustachego Czetwertyńskiego (1803-1884). Kolejnym właścicielem pałacu był jego syn ks. Janusz Czetwertyński.

## Park
Eustachy Czetwertyński las w pobliżu pałacu zamienił na wielki, gustownie urządzony park. 

## Położenie
Dawniej Płoska położona była w gminie Chorów (powiat zdołbunowski), w województwie wołyńskim; wieś należała do parafii Ożenin.